# Scoparia monticola
Scoparia monticola là một loài bướm đêm trong họ Crambidae.